# 特定動物
特定動物（とくていどうぶつ）とは、動物の愛護及び管理に関する法律（動物愛護管理法）の規定に基づいて、人の生命、身体又は財産に害を加える恐れがある動物として政令で定められる動物種のこと。
全種が一生を通じて肺呼吸を行う脊椎動物で、人に害を与える恐れのある生物であっても、それが水中でしか生きられない動物（例：サメ、シャチ、クラゲ、エイなど）や、哺乳類、鳥類、爬虫類以外（例：スズメバチやムカデ、サソリ、毒グモなど）は特定動物とはされない。ヒキガエルやヤドクガエルなど、毒をもつ両生類も多数存在するが、毒ヘビとは異なり人間の体内に毒を注入することができないため、これらも含まれない。なお、家畜は、人間によりあつかいやすいように改良されてきた生き物であること、適切に管理をすれば他者に危害を加えるおそれは低いことから、特定動物の対象外とされている（ただし、土佐闘犬などで「適切に管理」されなかったため他者に危害を加えた例が多々存在する）。
2019年（令和元年）6月19日の法改正により、愛玩目的での飼育は禁止となり、規制対象に特定動物との交雑個体が追加された（2020年6月1日に施行）。愛玩目的以外で特定動物の飼養または保管を行おうとする者（動物園など）は、あらかじめ都道府県知事または政令指定都市の長の許可を受けなければならない。
他者に危害を加える可能性のある危険な動物に関しては上記の法律にてその種類を定め、飼育に際しても設備その他の基準（マイクロチップを埋め込む、毒蛇ならば抗血清を準備する、鳥類ならば脚環をとりつけるなど）を定めることで、このような許可制としている。
以下の特定動物は、2025年現在の環境省のリストに従う（学名のカナ表記・和名のかな表記・分類など慣例や現状と一致しない点も多いが、いずれも出典に従う）。

## 哺乳綱

### 霊長目
- アテリダエ科
  - アロウアタ属（ホエザル属） - 全種
  - アテレス属（クモザル属） - 全種
  - ブラキュテレス属（ウーリークモザル属） - 全種
  - ラゴトリクス属（ウーリーモンキー属） - 全種
  - オレオナクス・フラヴィカウダ（ヘンディーウーリーモンキー）
- オナガザル科
  - ケルコケブス属（マンガベイ属） - 全種
  - ケルコピテクス属（オナガザル属） - 全種
  - クロロケブス属 - 全種
  - コロブス属 - 全種
  - エリュトロケブス・パタス（パタスモンキー）
  - ロフォケブス属 - 全種
  - マカカ属（マカク属） - 全種（特定外来生物に指定されているタイワンザル・カニクイザル・アカゲザルは除く）
  - マンドリルルス属（マンドリル属） - 全種
  - ナサリス・ラルヴァトゥス（テングザル）
  - パピオ属（ヒヒ属） - 全種
  - ピリオコロブス属（アカコロブス属） - 全種
  - プレスビュティス属（リーフモンキー属） - 全種
  - プロコロブス・ヴェルス（オリーブコロブス）
  - ピュガトリクス属（ドゥクモンキー属） - 全種
  - リノピテクス属 - 全種
  - センノピテクス属 - 全種
  - シミアス・コンコロル（メンタウェーコバナテングザル）
  - テロピテクス・ゲラダ（ゲラダヒヒ）
  - トラキュピテクス属 - 全種
- テナガザル科 - 全種
- ヒト科
  - ゴリルラ属（ゴリラ属） - 全種
  - パン属（チンパンジー属） - 全種
  - ポンゴ属（オランウータン属） - 全種

### 食肉目
- イヌ科
  - カニス・アドゥストゥス（ヨコスジジャッカル）
  - カニス・アウレウス（キンイロジャッカル）
  - カニス・ラトランス（コヨーテ）
  - カニス・ルプス（オオカミ）のうち、カニス・ルプス・ディンゴ（ディンゴ）およびカニス・ルプス・ファミリアリス（犬）以外のもの
  - カニス・メソメラス（セグロジャッカル）
  - カニス・スィメンスィス（アビシニアジャッカル）
  - クリュソキュオン・ブラキュウルス（タテガミオオカミ）
  - クオン・アルピヌス（ドール）
  - リュカオン・ピクトゥス（リカオン）
- クマ科 - 全種
- ハイエナ科 - 全種
- ネコ科
  - アキノニュクス・ユバトゥス（チーター）
  - カラカル・カラカル（カラカル）
  - カトプマ・テンミンキイ（アジアゴールデンキャット）
  - フェリス・カウス（ジャングルキャット）
  - レオパルドゥス・パルダリス（オセロット）
  - レプタイルルス・セルヴァル（サーバル）
  - リュンクス属（オオヤマネコ属） - 全種
  - ネオフェリス・ネブロサ（ウンピョウ）
  - パンテラ属（ヒョウ属） - 全種
  - プリオナイルルス・ヴィヴェルリヌス（スナドリネコ）
  - プロフェリス・アウラタ（アフリカゴールデンキャット）
  - プマ属（ピューマ属） - 全種
  - ウンキア・ウンキア（ユキヒョウ）

### 長鼻目
- ゾウ科 - 全種

### 奇蹄目
- サイ科 - 全種

### 偶蹄目
- カバ科 - 全種
- キリン科
  - ギラファ・カメロパルダリス（キリン）
- ウシ科
  - ビソン属（バイソン属） - 全種
  - スュンケルス・カフェル（アフリカスイギュウ）

## 鳥綱

### ダチョウ目
- ヒクイドリ科 - 全種

### タカ目
- コンドル科
  - ギュンノギュプス・カリフォルニアヌス（カリフォルニアコンドル）
  - サルコランフス・パパ（トキイロコンドル）
  - ヴルトゥル・グリュフス（コンドル）
- タカ科
  - アエギュピウス・モナクス（クロハゲワシ）
  - アクイラ・アウダクス（オナガイヌワシ）
  - アクイラ・クリュサエトス（イヌワシ）
  - アクイラ・ファスキアタ（ボネリークマタカ）
  - アクイラ・ニパレンスィス（ソウゲンワシ）
  - アクイラ・スピロガステル（モモジロクマタカ）
  - アクイラ・ヴェルレアウクスィイ（コシジロイヌワシ）
  - ギュパエトゥス・バルバトゥス（ヒゲワシ）
  - ギュプス・アフリカヌス（コシジロハゲワシ）
  - ギュプス・ルエペルリイ（マダラハゲワシ）
  - ハリアエエトゥス・アルビキルラ（オジロワシ）
  - ハリアエエトゥス・レウコケファルス（ハクトウワシ）
  - ハリアエエトゥス・ペラギクス（オオワシ）
  - ハリアエエトゥス・ヴォキフェル（サンショクウミワシ）
  - ハルピア・ハルピュヤ（オウギワシ）
  - ハルピュオプスィス・ノヴァエグイネアエ（パプアオウギワシ）
  - モルフヌス・グイアネンスィス（ヒメオウギワシ）
  - ニサエトゥス・ニパレンスィス（クマタカ）
  - ピテコファガ・イェフェリュイ（フィリピンワシ）
  - ポレマエトゥス・ベルリコスス（ゴマバラワシ）
  - ステファノアエトゥス・コロナトゥス（カンムリクマタカ）
  - トルゴス・トラケリオトス（ミミヒダハゲワシ）

## 爬虫綱

### カメ目
- カミツキガメ科 - 全種（特定外来生物に指定されているカミツキガメは除く）

### トカゲ目
- ドクトカゲ科 - 全種
- オオトカゲ科
  - ヴァラヌス・コモドエンスィス（コモドオオトカゲ）
  - ヴァラヌス・サルヴァドリイ（ハナブトオオトカゲ）
- ニシキヘビ科
  - モレリア・アメティスティヌス（アメジストニシキヘビ）
  - モレリア・キングホルニ（オーストラリアヤブニシキヘビ）
  - ピュトン・モルルス（インドニシキヘビ）
  - ピュトン・レティクラトゥス（アミメニシキヘビ）
  - ピュトン・セバエ（アフリカニシキヘビ）
- ボア科
  - ボア・コンストリクトル（ボアコンストリクター）
  - エウネクテス・ムリヌス（オオアナコンダ）
- ナミヘビ科
  - ディスフォリドゥス属（ブームスラング属） - 全種
  - ラブドフィス属（ヤマカガシ属） - 全種
  - タキュメニス属 - 全種
  - テロトルニス属（アフリカツルヘビ属） - 全種
- コブラ科 - 全種
- クサリヘビ科 - 全種（特定外来生物に指定されているタイワンハブは除く）

### ワニ目
- アリゲーター科 - 全種
- クロコダイル科 - 全種
- ガビアル科 - 全種

## 罰則
以下の行為は違法とされ、6ヶ月以下の懲役および100万円以下（法人の場合は5,000万円以下）の罰金に処される。
- 無許可で特定動物を飼育、保管する
- 不正な手段を使って許可を取る
- 無許可で飼育施設を移動する
- 無許可で飼育施設の構造を変更する - など